# Кулушево (Татарстан)
 Кулушево — деревня в Тукаевском районе Татарстана. Входит в состав Биюрганского сельского поселения.

## География
Находится в северо-восточной части Татарстана, в 33 км к северо-востоку от районного центра — города Набережные Челны, у берега Нижнекамского водохранилища.

## История
Окрестности деревни были обитаемы в эпоху железного века, о чём свидетельствуют археологические памятники: Кулушевские селища I, II, III (пьяноборская культура).
Известна с 1717 года. До 1860-х годов население учитывалось как башкиры-вотчинники. Их основные занятия в этот период — земледелие и разведение скота, были распространены пчеловодство, рыболовство, кулеткацкий промысел, плетение лаптей и корзин.
В период Крестьянской войны 1773—1775 годов жители активно выступили на стороне Е. И. Пугачёва.
По сведениям 1870 года, в деревне имелись мечеть и мужское одноклассное училище (открыто в 1860-е гг.; с 1903 г. земское).
В начале XX века земельный надел сельской общины составлял 1095 десятин.
До 1920 года деревня входила в Кузкеевскую волость Мензелинского уезда Уфимской губернии. С 1920 года в составе Мензелинского кантона ТАССР. С 10 августа 1930 года в Мензелинском, с 4 июня 1984 года в Тукаевском районах.
С 1931 года в деревне действовали колхозы, с 1997 — производственный кооператив, с 2005 — общество с ограниченной ответственностью «Агрофирма «Кама».

## Население
| 1795 | 1859 | 1870 | 1884 | 1906 | 1913 | 1920 | 1938 | 1949 | 1958 | 1970 | 1979 | 1989 | 2002 | 2010 | 2020 |
| ---- | ---- | ---- | ---- | ---- | ---- | ---- | ---- | ---- | ---- | ---- | ---- | ---- | ---- | ---- | ---- |
| 78   | 254  | 259  | 397  | 529  | 584  | 550  | 493  | 430  | 395  | 399  | 313  | 157  | 140  | 131  | 120  |

Национальный состав села — татары.

## Экономика
Сельское хозяйство со специализацией на растениеводстве, животноводстве.

## Инфраструктура
В деревне действует фельдшерско-акушерский пункт.

## Религия
Мечеть (с 1999 г.).